# Kingo-Samuel Sogn
Kingo-Samuel Sogn er et sogn i Nørrebro Provsti (Københavns Stift). Sognet ligger i Københavns Kommune (Region Hovedstaden). 
I Kingo-Samuel Sogn ligger Kingos Kirke og Samuels Kirke (Diakonikirken).
Sognet er dannet af Samuels og Kingos Sogn i 2008.